# Itira
Itira é um distrito do município brasileiro de Araçuaí, no interior do estado de Minas Gerais. Segundo o censo demográfico de 2022, realizado pelo Instituto Brasileiro de Geografia e Estatística (IBGE), sua população era de 1 490 habitantes e havia 563 domicílios particulares permanentes ocupados. Possui área de 482,61 km² conforme a Fundação João Pinheiro (FJP).
De acordo com o IBGE, em 2010 a população era de 1 813 habitantes e havia 743 domicílios particulares.
Está localizado ao lado da foz do rio Araçuaí no Jequitinhonha. Foi criado pela provincial nº 818 de 4 de julho de 1852. Em 1923, figurava com o nome de Bom Jesus do Pontal. Pela lei estadual nº 148 de 17 de dezembro de 1938, passou a se chamar Pontal. Foi renomeado para Itira pela lei estadual nº 1.058 de 31 de dezembro de 1943.